# شمیت (آلمان)
شمیت (به آلمانی: Schmitt) یک شهر در آلمان است که در کوخم-تسل واقع شده‌است. شمیت ۱۵۷ نفر جمعیت دارد.